# Eliminatórias da Copa do Mundo FIFA de 2014 - Ásia (terceira fase)
Resultados das partidas da terceira fase das eliminatórias asiáticas para a Copa do Mundo FIFA de 2014. As 20 equipes participantes foram divididas em cinco grupos de quatro equipes cada. Todas as equipes enfrentaram seus adversários dentro dos grupos, com os dois primeiros de cada avançando a quarta fase.

## Grupos
| Grupo A                                 | Grupo B                                                    | Grupo C                                                | Grupo D                                        | Grupo E                             |
| --------------------------------------- | ---------------------------------------------------------- | ------------------------------------------------------ | ---------------------------------------------- | ----------------------------------- |
| - China - Jordânia - Iraque - Singapura | - Coreia do Sul - Kuwait - Emirados Árabes Unidos - Líbano | - Japão - Uzbequistão - Tadjiquistão - Coreia do Norte | - Austrália - Arábia Saudita - Omã - Tailândia | - Irã - Catar - Bahrein - Indonésia |

## Resultados

### Grupo A
| Seleção   | Pts | J | V | E | D | GP | GC | SG  |
| --------- | --- | - | - | - | - | -- | -- | --- |
| Iraque    | 15  | 6 | 5 | 0 | 1 | 14 | 4  | +10 |
| Jordânia  | 12  | 6 | 4 | 0 | 2 | 11 | 7  | +4  |
| China     | 9   | 6 | 3 | 0 | 3 | 10 | 6  | +4  |
| Singapura | 0   | 6 | 0 | 0 | 6 | 2  | 20 | –18 |

| 2 de setembro de 2011 | China                      | 2 – 1     | Singapura | Estádio Tuodong, Kunming                     |
| 20:00 (UTC+8)         | Zheng Zhi 69' · Yu Hai 73' | Relatório | Đurić 33' | Público: 17 000 Árbitro: LIB Andre El Haddad |

| 2 de setembro de 2011 | Iraque | 0 – 2     | Jordânia                             | Estádio Franso Hariri, Arbil                 |
| 17:00 (UTC+3)         |        | Relatório | Abdel-Fattah 43' · Abdallah Deeb 47' | Público: 24 000 Árbitro: BHR Nawaf Shukralla |

| 6 de setembro de 2011 | Singapura | 0 – 2     | Iraque                        | Estádio Jalan Besar, Singapura          |
| 19:30 (UTC+8)         |           | Relatório | Abdul-Zahra 50' · Mahmoud 86' | Público: 5 505 Árbitro: JPN Minoro Tojo |

| 6 de setembro de 2011 | Jordânia                         | 2 – 1     | China          | Estádio Internacional, Amã                   |
| 19:00 (UTC+3)         | Abdul-Rahman 49' · Amer Deeb 56' | Relatório | Hao Junmin 57' | Público: 19 000 Árbitro: UZB Ravshan Irmatov |

| 11 de outubro de 2011 | Singapura | 0 – 3     | Jordânia                                   | Estádio Jalan Besar, Singapura              |
| 19:30 (UTC+8)         |           | Relatório | Abdallah Deeb 11' · Yaseen 54' · Hayel 64' | Público: 3 799 Árbitro: KOR Choi Myung-Yong |

| 11 de outubro de 2011 | China | 0 – 1     | Iraque      | Centro de Esportes da Baía de Shenzhen, Shenzhen |
| 20:15 (UTC+8)         |       | Relatório | Mahmoud 45' | Público: 25 021 Árbitro: IRN Saied Mozaffari     |

| 11 de novembro de 2011 | Iraque        | 1 – 0     | China | Estádio Grand Hamad, Doha, Qatar[a]     |
| 17:15 (UTC+3)          | Mahmoud 90+2' | Relatório |       | Público: 5 000 Árbitro: AUS Peter Green |

| 11 de novembro de 2011 | Jordânia                  | 2 – 0     | Singapura | Estádio Internacional, Amã                     |
| 18:00 (UTC+2)          | Hayel 15' · Amer Deeb 65' | Relatório |           | Público: 19 000 Árbitro: AUS Benjamin Williams |

| 15 de novembro de 2011 | Singapura | 0 – 4     | China                                              | Estádio Jalan Besar, Singapura               |
| 19:30 (UTC+8)          |           | Relatório | Yu Hai 41' · Li Weifeng 56' · Zheng Zheng 73', 81' | Público: 5 474 Árbitro: QAT Abdullah Balideh |

| 15 de novembro de 2011 | Jordânia         | 1 – 3     | Iraque                     | Estádio Internacional, Amã                  |
| 18:00 (UTC+2)          | Abdel-Fattah 17' | Relatório | Akram 55', 81' · Munir 65' | Público: 13 000 Árbitro: UAE Ali Al-Badwawi |

| 29 de fevereiro de 2012 | China                              | 3 – 1     | Jordânia  | Estádio da Cidade Universitária, Guangzhou |
| 16:00 (UTC+8)           | Hao Junmin 43', 69' · Yu Dabao 88' | Relatório | Fathi 85' | Público: 6 104 Árbitro: VIE Võ Minh Trí    |

| 29 de fevereiro de 2012 | Iraque                                                                                 | 7 – 1     | Singapura | Estádio Grand Hamad, Doha, Qatar[a]          |
| 16:45 (UTC+3)           | Jassim 5' · Mahmoud 11', 61', 90+3' · Mohammed 22' (pen) · Akram 36' (pen) · Karim 48' | Relatório | Abdul 27' | Público: 950 Árbitro: OMA Abdullah Al Hilali |

### Grupo B
| Seleção                | Pts | J | V | E | D | GP | GC | SG  |
| ---------------------- | --- | - | - | - | - | -- | -- | --- |
| Coreia do Sul          | 13  | 6 | 4 | 1 | 1 | 14 | 4  | +10 |
| Líbano                 | 10  | 6 | 3 | 1 | 2 | 10 | 14 | –4  |
| Kuwait                 | 8   | 6 | 2 | 2 | 2 | 8  | 9  | –1  |
| Emirados Árabes Unidos | 3   | 6 | 1 | 0 | 5 | 9  | 14 | –5  |

| 2 de setembro de 2011 | Coreia do Sul                                                           | 6 – 0     | Líbano | Estádio Goyang, Goyang                          |
| 20:00 (UTC+9)         | Park Chu-Young 8', 45+1', 67' · Ji Dong-Won 66', 85' · Kim Jung-Woo 82' | Relatório |        | Público: 37 655 Árbitro: SIN Abdul Malik Bashir |

| 2 de setembro de 2011 | Emirados Árabes Unidos      | 2 – 3     | Kuwait                             | Estádio Tahnoun bin Mohammed, Al Ain     |
| 19:30 (UTC+4)         | Al-Hammadi 84' · Khalil 89' | Relatório | Al-Sulaiman 7', 65' · Al-Mutwa 51' | Público: 8 715 Árbitro: SYR Muhsen Basma |

| 6 de setembro de 2011 | Líbano                                      | 3 – 1     | Emirados Árabes Unidos | Estádio Camille Chamoun Sports City, Beirute |
| 17:00 (UTC+3)         | Ghadar 37' (pen) · Moghrabi 52' · Antar 83' | Relatório | Khamees 16'            | Público: 4 000 Árbitro: IRN Alireza Faghani  |

| 6 de setembro de 2011 | Kuwait    | 1 – 1     | Coreia do Sul     | Estádio Al-Sadaqua Walsalam, Cidade do Kuwait |
| 20:00 (UTC+3)         | Fadel 54' | Relatório | Park Chu-Young 9' | Público: 20 000 Árbitro: IRN Mohsen Torky     |

| 11 de outubro de 2011 | Coreia do Sul                          | 2 – 1     | Emirados Árabes Unidos | Suwon World Cup Stadium, Suwon       |
| 20:00 (UTC+9)         | Park Chu-Young 55' · Hamdan 64' (g.c.) | Relatório | Matar 90+2'            | Público: 28 689 Árbitro: CHN Tan Hai |

| 11 de outubro de 2011 | Líbano                 | 2 – 2     | Kuwait                       | Estádio Camille Chamoun Sports City, Beirute |
| 17:00 (UTC+3)         | Maatouk 15', 86' (pen) | Relatório | Neda 51' · Younes 89' (g.c.) | Público: 32 000 Árbitro: JPN Masaaki Toma    |

| 11 de novembro de 2011 | Emirados Árabes Unidos | 0 – 2     | Coreia do Sul                          | Estádio Al-Rashid, Dubai                    |
| 16:45 (UTC+4)          |                        | Relatório | Lee Keun-Ho 88' · Park Chu-Young 90+3' | Público: 8 272 Árbitro: UZB Ravshan Irmatov |

| 11 de novembro de 2011 | Kuwait | 0 – 1     | Líbano     | Estádio Al-Sadaqua Walsalam, Cidade do Kuwait   |
| 17:30 (UTC+3)          |        | Relatório | El Ali 57' | Público: 17 500 Árbitro: UZB Valentin Kovalenko |

| 15 de novembro de 2011 | Líbano                 | 2 – 1     | Coreia do Sul    | Estádio Camille Chamoun Sports City, Beirute  |
| 14:30 (UTC+2)          | Al Saadi 4' · Atwi 32' | Relatório | Koo Ja-Cheol 20' | Público: 35 000 Árbitro: KSA Khalil Al Ghamdi |

| 15 de novembro de 2011 | Kuwait                          | 2 – 1     | Emirados Árabes Unidos | Estádio Al-Sadaqua Walsalam, Cidade do Kuwait   |
| 17:30 (UTC+3)          | Al-Enezi 50' · Abbas 68' (g.c.) | Relatório | Matar 19'              | Público: 10 000 Árbitro: OMA Abdullah Al Hilali |

| 29 de fevereiro de 2012 | Coreia do Sul                       | 2 – 0     | Kuwait | Seul World Cup Stadium, Seul                  |
| 21:00 (UTC+9)           | Lee Dong-Gook 65' · Lee Keun-Ho 71' | Relatório |        | Público: 46 551 Árbitro: JPN Yuichi Nishimura |

| 29 de fevereiro de 2012 | Emirados Árabes Unidos                      | 4 – 2     | Líbano                     | Estádio Al-Nahyan, Abu Dhabi             |
| 16:00 (UTC+4)           | Saeed 20', 78' · Al-Wehaibi 38' · Matar 69' | Relatório | El Ali 23' · Maatouk 45+2' | Público: 10 000 Árbitro: AUS Peter Green |

### Grupo C
| Seleção         | Pts | J | V | E | D | GP | GC | SG  |
| --------------- | --- | - | - | - | - | -- | -- | --- |
| Uzbequistão     | 16  | 6 | 5 | 1 | 0 | 8  | 1  | +7  |
| Japão           | 10  | 6 | 3 | 1 | 2 | 14 | 3  | +11 |
| Coreia do Norte | 7   | 6 | 2 | 1 | 3 | 3  | 4  | −1  |
| Tadjiquistão    | 1   | 6 | 0 | 1 | 5 | 1  | 18 | −17 |

| 2 de setembro de 2011 | Japão         | 1 – 0     | Coreia do Norte | Estádio Saitama 2002, Saitama               |
| 19:25 (UTC+9)         | Yoshida 90+4' | Relatório |                 | Público: 62 000 Árbitro: UAE Ali Al-Badwawi |

| 2 de setembro de 2011 | Tadjiquistão | 0 – 1     | Uzbequistão   | Estádio Metallurg, Tursunzoda        |
| 16:30 (UTC+5)         |              | Relatório | Shatskikh 72' | Público: 15 000 Árbitro: CHN Tan Hai |

| 6 de setembro de 2011 | Coreia do Norte  | 1 – 0     | Tadjiquistão | Estádio Yanggakdo, Pyongyang             |
| 16:30 (UTC+9)         | Pak Nam-Chol 14' | Relatório |              | Público: 28 000 Árbitro: VIE Võ Minh Trí |

| 6 de setembro de 2011 | Uzbequistão | 1 – 1     | Japão       | Estádio Pakhtakor Markaziy, Tashkent          |
| 19:00 (UTC+5)         | Djeparov 8' | Relatório | Okazaki 65' | Público: 32 000 Árbitro: KSA Khalil Al Ghamdi |

| 11 de outubro de 2011 | Coreia do Norte | 0 – 1     | Uzbequistão  | Estádio Yanggakdo, Pyongyang                 |
| 16:00 (UTC+9)         |                 | Relatório | Geynrikh 15' | Público: 29 000 Árbitro: IRN Alireza Faghani |

| 11 de outubro de 2011 | Japão                                                                              | 8 – 0     | Tadjiquistão | Estádio Nagai, Osaka                           |
| 19:45 (UTC+9)         | Havenaar 11', 47' · Okazaki 19', 74' · Komano 35' · Kagawa 41', 68' · Nakamura 56' | Relatório |              | Público: 44 688 Árbitro: AUS Benjamin Williams |

| 11 de novembro de 2011 | Tadjiquistão | 0 – 4     | Japão                                      | Estádio Pamir, Duchambe                   |
| 14:00 (UTC+5)          |              | Relatório | Konno 36' · Okazaki 61', 90+2' · Maeda 82' | Público: 18 000 Árbitro: KOR Kim Dong-Jin |

| 11 de novembro de 2011 | Uzbequistão | 1 – 0     | Coreia do Norte | Estádio Pakhtakor Markaziy, Tashkent         |
| 18:00 (UTC+5)          | Kapadze 48' | Relatório |                 | Público: 27 525 Árbitro: LIB Andre El Haddad |

| 15 de novembro de 2011 | Coreia do Norte  | 1 – 0     | Japão | Estádio Kim Il-Sung, Pyongyang               |
| 16:00 (UTC+9)          | Pak Nam-Chol 50' | Relatório |       | Público: 50 000 Árbitro: BHR Nawaf Shukralla |

| 15 de novembro de 2011 | Uzbequistão                               | 3 – 0     | Tadjiquistão | Estádio Pakhtakor Markaziy, Tashkent        |
| 18:00 (UTC+5)          | Tursunov 35' · Ahmedov 60' · Geynrikh 70' | Relatório |              | Público: 5 325 Árbitro: UAE Mohamed Zarouni |

| 29 de fevereiro de 2012 | Tadjiquistão    | 1 – 1     | Coreia do Norte          | Estádio 20 Anos da Independência, Khujand     |
| 13:30 (UTC+5)           | Khamroqulov 61' | Relatório | Jang Song-Hyok 34' (pen) | Público: 35 000 Árbitro: QAT Banjar Al Dosari |

| 29 de fevereiro de 2012 | Japão | 0 – 1     | Uzbequistão | Estádio de Toyota, Toyota                     |
| 19:30 (UTC+9)           |       | Relatório | Shadrin 53' | Público: 42 720 Árbitro: QAT Abdullah Balideh |

### Grupo D
| Seleção        | Pts | J | V | E | D | GP | GC | SG |
| -------------- | --- | - | - | - | - | -- | -- | -- |
| Austrália      | 15  | 6 | 5 | 0 | 1 | 13 | 5  | +8 |
| Omã            | 8   | 6 | 2 | 2 | 2 | 3  | 6  | −3 |
| Arábia Saudita | 6   | 6 | 1 | 3 | 2 | 6  | 7  | –1 |
| Tailândia      | 4   | 6 | 1 | 1 | 4 | 4  | 8  | –4 |

| 2 de setembro de 2011 | Austrália                 | 2 – 1     | Tailândia  | Suncorp Stadium, Brisbane                     |
| 20:05 (UTC+10)        | Kennedy 58' · Brosque 86' | Relatório | Dangda 15' | Público: 24 540 Árbitro: QAT Abdullah Balideh |

| 2 de setembro de 2011 | Omã | 0 – 0     | Arábia Saudita | Estádio de Seebe, Seebe                        |
| 19:00 (UTC+4)         |     | Relatório |                | Público: 14 000 Árbitro: QAT Abdulrahman Abdou |

| 6 de setembro de 2011 | Tailândia                                      | 3 – 0     | Omã | Estádio Rajamangala, Bangkok              |
| 18:00 (UTC+7)         | Soleb 35' · Dangda 41' · Al-Farsi 90+1' (g.c.) | Relatório |     | Público: 19 000 Árbitro: KOR Kim Dong-Jin |

| 6 de setembro de 2011 | Arábia Saudita  | 1 – 3     | Austrália                              | Estádio Príncipe Mohamed bin Fahd, Dammam     |
| 20:30 (UTC+3)         | Al-Shamrani 66' | Relatório | Kennedy 40', 56' · Wilkshire 77' (pên) | Público: 15 000 Árbitro: JPN Yuichi Nishimura |

| 11 de outubro de 2011 | Austrália                             | 3 – 0     | Omã | ANZ Stadium, Sydney                             |
| 19:30 (UTC+11)        | Holman 8' · Kennedy 65' · Jedinak 85' | Relatório |     | Público: 24 732 Árbitro: UZB Valentin Kovalenko |

| 11 de outubro de 2011 | Tailândia | 0 – 0     | Arábia Saudita | Estádio Rajamangala, Bangkok                 |
| 18:00 (UTC+7)         |           | Relatório |                | Público: 42 000 Árbitro: UZB Ravshan Irmatov |

| 11 de novembro de 2011 | Omã          | 1 – 0     | Austrália | Complexo Esportivo Sultão Qaboos, Mascate |
| 18:00 (UTC+4)          | Al-Hosni 18' | Relatório |           | Público: 4 500 Árbitro: BHR Ali Abdulnabi |

| 11 de novembro de 2011 | Arábia Saudita                              | 3 – 0     | Tailândia | Estádio Internacional Rei Fahd, Riade     |
| 19:30 (UTC+3)          | Hazazi 59' · Al-Fraidi 80' · Noor 89' (pen) | Relatório |           | Público: 32 500 Árbitro: HKG Liu Kwok Man |

| 15 de novembro de 2011 | Tailândia | 0 – 1     | Austrália  | Estádio Suphachalasai, Bangkok               |
| 18:00 (UTC+7)          |           | Relatório | Holman 77' | Público: 19 400 Árbitro: IRN Saeid Mozaffari |

| 15 de novembro de 2011 | Arábia Saudita | 0 – 0     | Omã | Estádio Internacional Rei Fahd, Riade     |
| 19:30 (UTC+3)          |                | Relatório |     | Público: 62 740 Árbitro: IRN Mohsen Torky |

| 29 de fevereiro de 2012 | Austrália                                   | 4 – 2     | Arábia Saudita                     | AAMI Park, Melbourne                      |
| 20:30 (UTC+11)          | Brosque 43', 75' · Kewell 73' · Emerton 76' | Relatório | Al-Dossari 19' · Al-Shamrani 45+2' | Público: 24 240 Árbitro: KOR Kim Dong-Jin |

| 29 de fevereiro de 2012 | Omã                             | 2 – 0     | Tailândia | Complexo Esportivo Sultão Qaboos, Mascate |
| 13:30 (UTC+4)           | Al-Hadhri 8' · Al-Muqbali 90+2' | Relatório |           | Público: 22 000 Árbitro: JPN Masaaki Toma |

### Grupo E
| Seleção   | Pts | J | V | E | D | GP | GC | SG  |
| --------- | --- | - | - | - | - | -- | -- | --- |
| Irã       | 12  | 6 | 3 | 3 | 0 | 17 | 5  | +12 |
| Catar     | 10  | 6 | 2 | 4 | 0 | 10 | 5  | +5  |
| Bahrein   | 9   | 6 | 2 | 3 | 1 | 13 | 7  | +6  |
| Indonésia | 0   | 6 | 0 | 0 | 6 | 3  | 26 | –23 |

| 2 de setembro de 2011 | Irã                                | 3 – 0     | Indonésia | Estádio Azadi, Teerã                      |
| 20:00 (UTC+4:30)      | Nekounam 53', 74' · Teymourian 87' | Relatório |           | Público: 75 800 Árbitro: JPN Masaaki Toma |

| 2 de setembro de 2011 | Bahrein | 0 – 0     | Catar | Estádio Nacional do Bahrein, Riffa          |
| 20:00 (UTC+3)         |         | Relatório |       | Público: 5 000 Árbitro: UAE Mohamed Zarouni |

| 6 de setembro de 2011 | Indonésia | 0 – 2     | Bahrein                       | Estádio Gelora Bung Karno, Jacarta      |
| 19:00 (UTC+7)         |           | Relatório | Saeed 45+1' · Abdul-Latif 70' | Público: 85 000 Árbitro: KOR Lee Min-Hu |

| 6 de setembro de 2011 | Catar        | 1 – 1     | Irã        | Estádio Jassim Bin Hamad, Doha              |
| 19:30 (UTC+3)         | El-Sayed 56' | Relatório | Aghily 46' | Público: 8 125 Árbitro: KOR Choi Myung-Yong |

| 11 de outubro de 2011 | Indonésia         | 2 – 3     | Catar                                    | Estádio Gelora Bung Karno, Jacarta              |
| 19:00 (UTC+7)         | Gonzáles 27', 35' | Relatório | Al Sulaiti 14' · Khalfan 32' · Razak 59' | Público: 28 000 Árbitro: SIN Abdul Malik Bashir |

| 11 de outubro de 2011 | Irã                                                                                    | 6 – 0     | Bahrein | Estádio Azadi, Teerã                     |
| 19:30 (UTC+3:30)      | Hosseini 22' · Jabbari 34' · Aghily 42' · Teymourian 61' · Ansarifard 75' · Rezaei 83' | Relatório |         | Público: 82 000 Árbitro: AUS Peter Green |

| 11 de novembro de 2011 | Bahrein     | 1 – 1     | Irã           | Estádio Nacional do Bahrein, Riffa              |
| 18:30 (UTC+3)          | Al-Ajmi 45' | Relatório | Jabbari 90+2' | Público: 18 000 Árbitro: SIN Abdul Malik Bashir |

| 11 de novembro de 2011 | Catar                                            | 4 – 0     | Indonésia | Estádio Jassim Bin Hamad, Doha           |
| 19:00 (UTC+3)          | Razak 30' · Ibrahim 34' (pen), 63' · Soria 90+2' | Relatório |           | Público: 6 500 Árbitro: SYR Muhsen Basma |

| 15 de novembro de 2011 | Indonésia     | 1 – 4     | Irã                                                     | Estádio Gelora Bung Karno, Jacarta  |
| 19:00 (UTC+7)          | Pamungkas 44' | Relatório | Meydavoudi 7' · Jabbari 21' · Rezaei 25' · Nekounam 73' | Público: 6 000 Árbitro: CHN Tan Hai |

| 15 de novembro de 2011 | Catar | 0 – 0     | Bahrein | Estádio Jassim Bin Hamad, Doha                |
| 19:00 (UTC+3)          |       | Relatório |         | Público: 10 509 Árbitro: JPN Yuichi Nishimura |

| 29 de fevereiro de 2012 | Bahrein                                                                                                 | 10 – 0    | Indonésia | Estádio Nacional do Bahrein, Riffa          |
| 16:30 (UTC+3)           | Abdul-Latif 5' (pen), 71', 75' · Al-Alawi 16', 61' · Abdulrahman 35' (pen), 42' · Dhiya 63', 82', 90+4' | Relatório |           | Público: 3 000 Árbitro: LIB Andre El Haddad |

| 29 de fevereiro de 2012 | Irã             | 2 – 2     | Catar                   | Estádio Azadi, Teerã                         |
| 17:00 (UTC+3:30)        | Dejagah 4', 50' | Relatório | Ibrahim 9' · Kasola 86' | Público: 51 300 Árbitro: UZB Ravshan Irmatov |